# Marisa Tomei

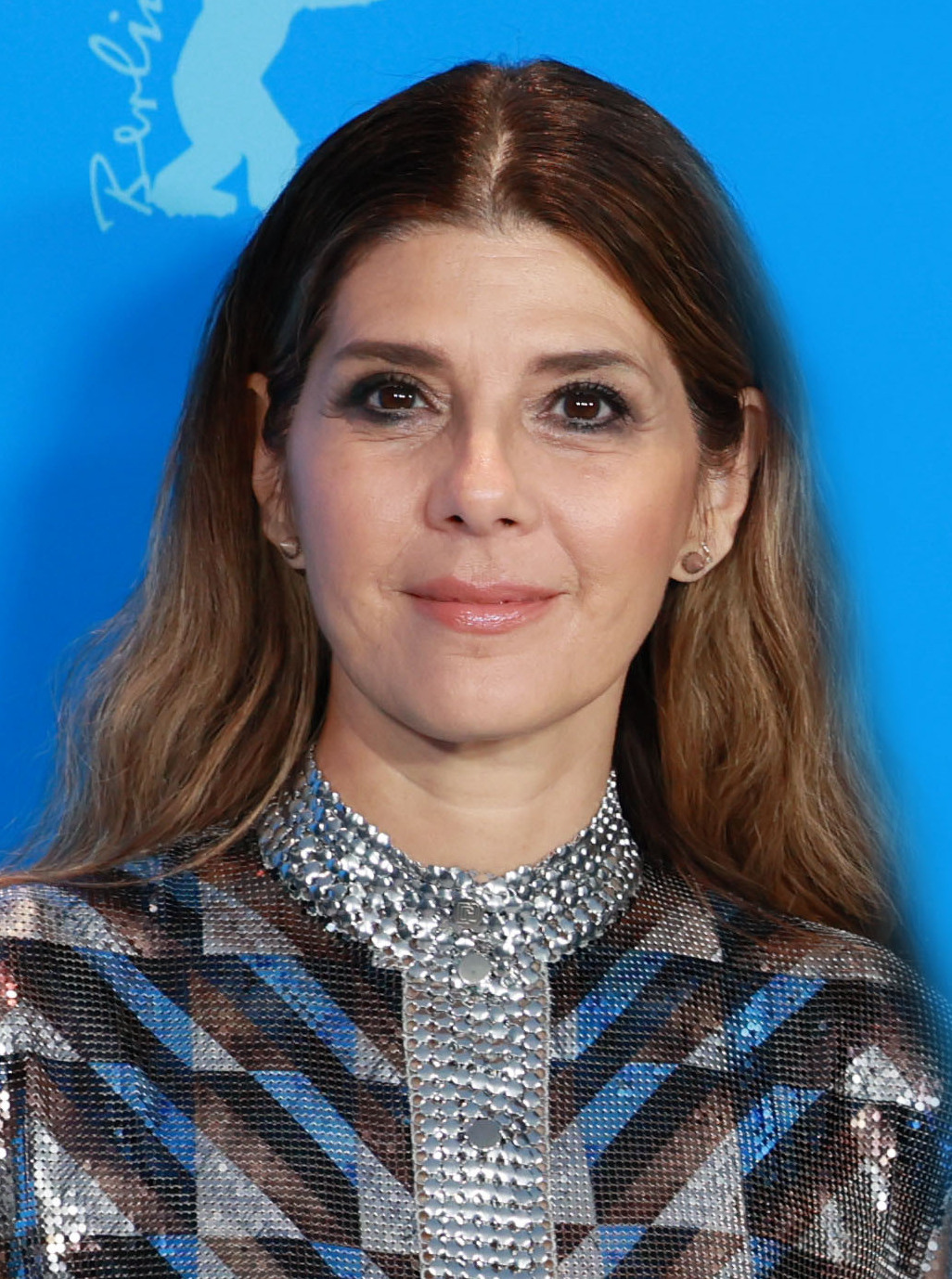
Marisa Tomei bei der Berlinale 2023

Marisa Tomei (* 4. Dezember 1964 in Brooklyn, New York City) ist eine US-amerikanische Film- und Theaterschauspielerin. 1993 gewann sie einen Oscar für ihre Rolle in dem Film Mein Vetter Winnie.

## Karriere
Die aus einer italoamerikanischen Familie stammende Tomei ist die Tochter einer Lehrerin und eines Anwalts. Ihre Ausbildung an der Boston University brach sie nach einem Jahr ab, als ihr eine Rolle in der Fernsehserie As the World Turns (1983–1985) angeboten wurde. Diese Rolle ebnete ihr den Weg ins Filmgeschäft, auch wenn sie in ihrem ersten Film Flamingo Kid (1984, neben Matt Dillon) nur eine kleine Nebenrolle erhielt. Der Durchbruch gelang ihr 1992 mit der Rolle der Mona Lisa Vito in Mein Vetter Winnie, für die sie den Oscar in der Kategorie Beste Nebendarstellerin erhielt. Im selben Jahr spielte sie außerdem die weibliche Nebenrolle der Mabel Normand an der Seite von Robert Downey Jr. als Charlie Chaplin im Biopic Chaplin.
In den Jahren danach wurde Tomei immer häufiger in Hauptrollen besetzt. 1994 trat sie erneut mit Robert Downey Jr. in dem Liebesfilm Nur für dich auf. Es folgten weitere Hauptrollen in Filmen wie The Perez Family (1995), Ein Licht in meinem Herzen (1996) und Hauptsache Beverly Hills (1998). Nach der Jahrtausendwende übernahm Tomei auch wieder verstärkt Nebenrollen und war als Charakterdarstellerin in den verschiedensten Filmprojekten zu sehen. Vor allem in Filmkomödien wie Was Frauen wollen (2000), Die Wutprobe (2003) und Born to be Wild – Saumäßig unterwegs (2007) wurde sie wiederholt besetzt. Für ihre Darstellungen in den Filmdramen In the Bedroom (2001) und The Wrestler (2008) erhielt sie sowohl Nominierungen für den Oscar als auch für den Golden Globe, jeweils in der Kategorie Beste Nebendarstellerin.

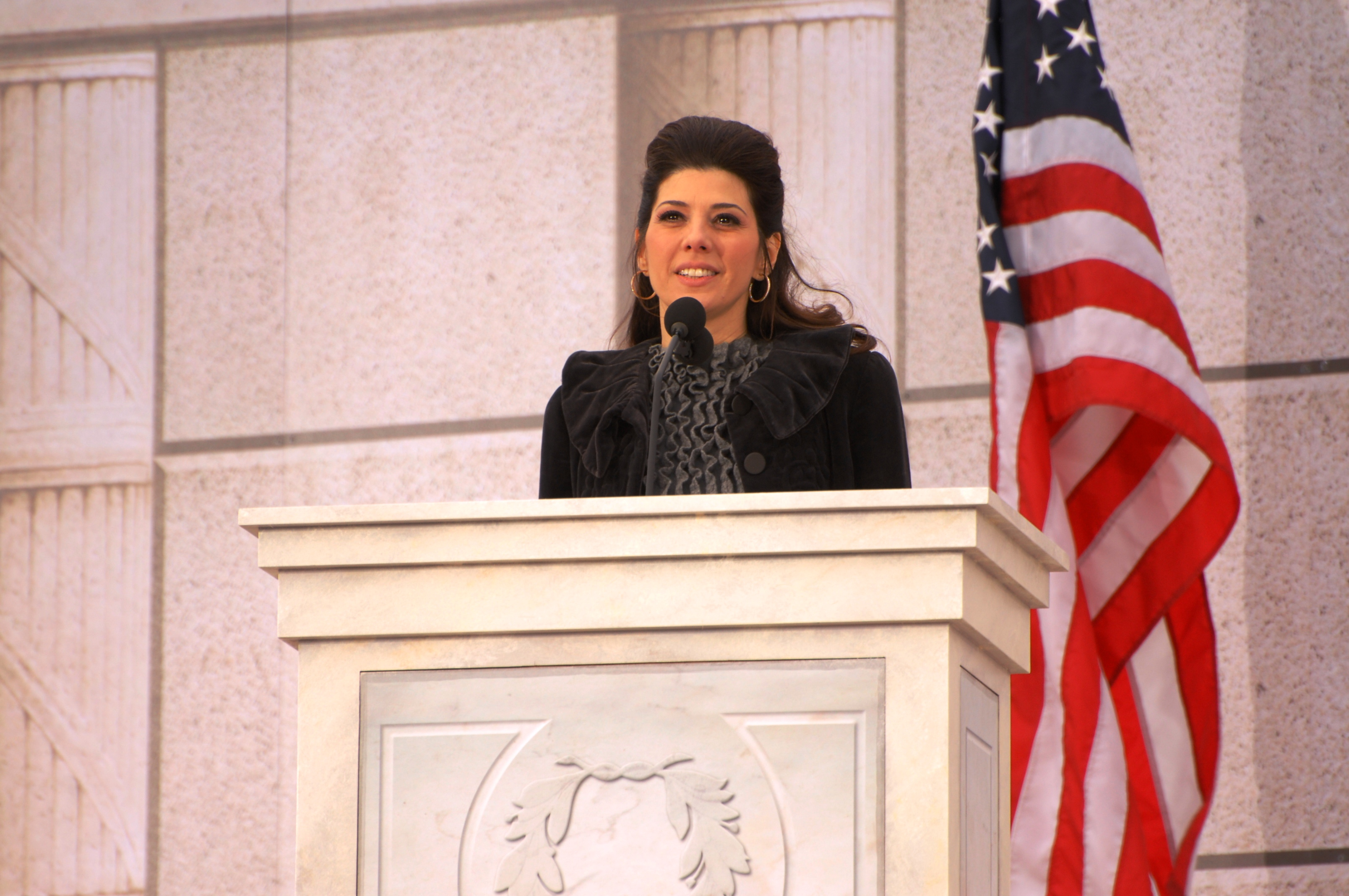
Tomei während der Eröffnungsfeier zur Amtseinführung Barack Obamas am Lincoln Memorial (2009)

2016 übernahm Tomei mit dem Film The First Avenger: Civil War die Rolle der May Parker, der Tante von Peter Parker (gespielt von Tom Holland). Diese Rolle verkörperte sie bis 2021 auch noch in vier weiteren Filmen des Marvel Cinematic Universe. 2018 spielte sie die Rolle der Soziologin Dr. May Updale im vierten Teil der Purge-Reihe The First Purge.
Tomei ist ein Mitglied der Naked Angels Theater Company und der Blue Light Theater Company in New York City.

## Theaterengagements (Auswahl)
- 1988: What the Butler Saw von Joe Orton (Regie: John Tillinger)
- 1994: SLAVS von Tony Kushner (mit Mischa Barton)
- 1997: Waiting for Lefty and Rocket to the Moon von Clifford Odet (Regie: Joanne Woodward)
- 1998: Wait Until Dark von Frederick Knott (Regie: Leonard Foglia; mit Quentin Tarantino)
- 1999: Bezahlt wird nicht! (We Won’t Pay! We Won’t Pay!) von Dario Fo (Regie: Dario Fo)
- 2003: Salome von Oscar Wilde (mit Al Pacino und Dianne Wiest)

## Filmografie (Auswahl)
- 1984: Atomic Hero (The Toxic Avenger)
- 1987–1988: College Fieber (Fernsehserie)
- 1991: Oscar – Vom Regen in die Traufe (Oscar)
- 1991: Zandalee – Das sechste Gebot (Zandalee)
- 1992: Mein Vetter Winnie (My Cousin Vinny)
- 1992: Equinox
- 1992: Chaplin
- 1993: Real Love (Untamed Heart)
- 1994: Nur für Dich (Only You)
- 1994: Schlagzeilen (The Paper)
- 1995: Four Rooms
- 1995: The Perez Family
- 1996: Ein Licht in meinem Herzen (Unhook the Stars)
- 1996: Seinfeld (Fernsehserie, Episode 7x14)
- 1997: Welcome to Sarajevo
- 1998: Hauptsache Beverly Hills (Slums of Beverly Hills)
- 2000: The Watcher
- 2000: Happy Accidents
- 2000: King of the Jungle
- 2000: Was Frauen wollen (What Women Want)
- 2001: In the Bedroom
- 2001: Männerzirkus (Someone Like You…)
- 2002: Der Super-Guru (The Guru)
- 2002: Just a Kiss
- 2002: Abenteuer der Familie Stachelbeere (The Wild Thornberrys Movie)
- 2003: Die Wutprobe (Anger Management)
- 2004: Alfie
- 2005: Factotum
- 2005: Marilyn Hotchkiss’ Ballroom Dancing and Charm School
- 2005: Loverboy – Liebe, Wahnsinn, Tod (Loverboy)
- 2006: Visions – Die dunkle Gabe (Danika)
- 2007: Born to be Wild – Saumäßig unterwegs (Wild Hogs): Maggie
- 2007: Tödliche Entscheidung – Before the Devil Knows You’re Dead (Before the Devil Knows You’re Dead)
- 2007: Die Zeit ohne Grace (Grace Is Gone)
- 2008: War Inc. – Sie bestellen Krieg: Wir liefern (War, Inc.)
- 2008: The Wrestler – Ruhm, Liebe, Schmerz (The Wrestler)
- 2010: Cyrus
- 2011: Der Mandant (The Lincoln Lawyer)
- 2011: Crazy, Stupid, Love.
- 2011: The Ides of March – Tage des Verrats (The Ides of March)
- 2011: Wer’s glaubt wird selig – Salvation Boulevard (Salvation Boulevard)
- 2012: Entführt in Damaskus (Inescapable)
- 2012: Die Bestimmer – Kinder haften für ihre Eltern (Parental Guidance)
- 2014: Wie schreibt man Liebe? (The Rewrite)
- 2015: Spare Parts
- 2015: Empire (Fernsehserie, 5 Episoden)
- 2015: Alle Jahre wieder – Weihnachten mit den Coopers (Love the Coopers)
- 2015: Dating Queen (Trainwreck)
- 2015: The Big Short
- 2016: The First Avenger: Civil War (Captain America: Civil War)
- 2017: Spider-Man: Homecoming
- 2018: Shotgun
- 2018: The Handmaid’s Tale – Der Report der Magd (The Handmaid’s Tale, Fernsehserie, Episode 2x02)
- 2018: The First Purge
- 2018: This Changes Everything
- 2019: Avengers: Endgame
- 2019: Frankie
- 2019: Spider-Man: Far From Home
- 2019: Human Capital
- 2020: The King of Staten Island
- 2021: Spider-Man: No Way Home
- 2022: Delia’s Gone
- 2023: She Came to Me
- 2024: First Class (Upgraded)
- 2024: High Tide
- 2024: Brothers

## Auszeichnungen und Nominierungen
Oscar

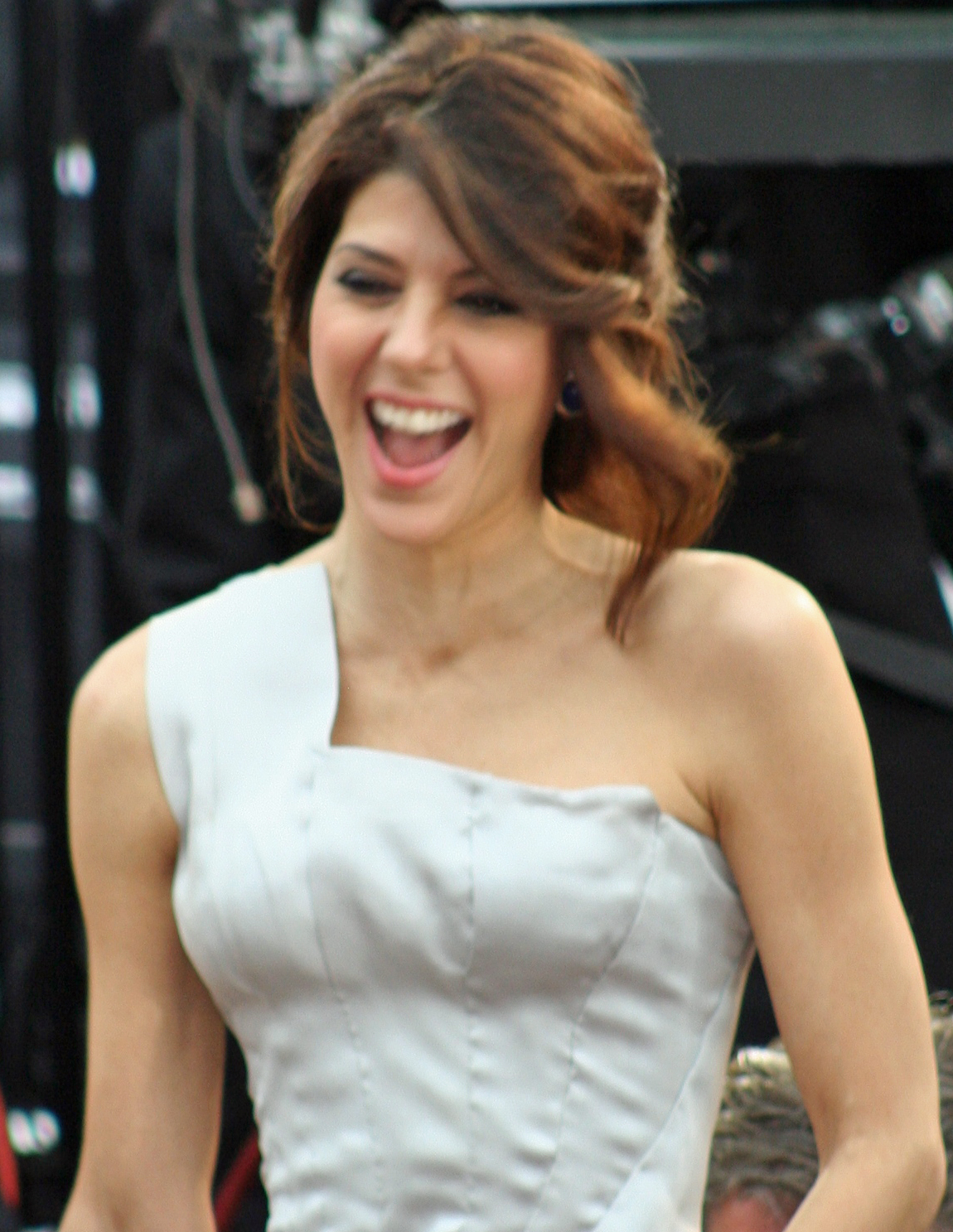
Tomei bei der 81. Oscarverleihung (2009)

- 1993: Auszeichnung als Beste Nebendarstellerin für Mein Vetter Winnie
- 2002: Nominierung als Beste Nebendarstellerin für In the Bedroom
- 2009: Nominierung als Beste Nebendarstellerin für The Wrestler

Golden Globe Award
- 2002: Nominierung als Beste Nebendarstellerin für In the Bedroom
- 2009: Nominierung als Beste Nebendarstellerin für The Wrestler

Screen Actors Guild Award
- 1997: Nominierung als Beste Nebendarstellerin für Ein Licht in meinem Herzen
- 2002: Nominierung als Bestes Schauspielensemble für In the Bedroom
- 2016: Nominierung als Bestes Schauspielensemble für The Big Short

Daytime Emmy Award
- 1997: Nominierung als Outstanding Service Show Host für Marisa Tomei's Salute to Shirley Temple

Critics’ Choice Movie Award
- 2002: Nominierung als Beste Nebendarstellerin für In the Bedroom

British Academy Film Award
- 2009: Nominierung als Beste Nebendarstellerin für The Wrestler

Critics’ Choice Television Award
- 2016 (Jan.): Nominierung als Beste Gastrolle in einer Dramaserie für Empire

MTV Movie Awards
- 1993: Beste Breakthrough Performance für Mein Vetter Winnie
- 1993: Bester Filmkuss für Real Love